# Zasłonak talkowy
Zasłonak talkowy (Cortinarius sebaceus Fr.) – gatunek grzybów należący do rodziny zasłonakowatych (Cortinariaceae).

## Systematyka i nazewnictwo
Pozycja w klasyfikacji według Index Fungorum: Cortinarius, Cortinariaceae, Agaricales, Agaricomycetidae, Agaricomycetes, Agaricomycotina, Basidiomycota, Fungi.
Po raz pierwszy opisał go w 1838 r. Elias Fries, na ziemi pod sosnami i nadana przez niego nazwa jest aktualna. Ma 7 synonimów. Niektóre z nich:
- Cortinarius sebaceus var. brittanus Rob. Henry 1989
- Cortinarius sebaceus var. validosqualens Rob. Henry 1989

Polską nazwę nadał Andrzej Nespiak w 1975 r.

## Morfologia
Kapelusz
Średnica 5–12 cm, najpierw półkulisty, później płaski, często z centralnym guzkiem. Powierzchnia w stanie wilgotnym śluzowata, po wyschnięciu matowa, żółtobrązowa, pomarańczowobrązowa, w środku ochrowa do rdzawobrązowej, w młodym wieku szarawo jedwabiście-włóknista, później lekko włóknista. Brzeg kapelusza czasami u młodych okazów ze zwieszającymi się resztkami osłony, która u okazów dojrzałych zanika. Zasnówka biała.
Blaszki
Gęste, początkowo białawe lub kremowe, później ochrowobrązowe do cynamonowych. Krawędzie drobno ząbkowane.
Trzon
Wysokość 7–12 cm, grubość 1–2,5 cm, cylindryczny, początkowo białawy, potem bladoochrowy.
Miąższ
Biały o niewyraźnym zapachu i łagodnym smaku.
Cechy mikroskopowe
Zarodniki eliptyczne, 7–9 × 3,5–4 µm, lekko brodawkowate.

## Występowanie i siedlisko
W Polsce do 2003 r, znane było tylko jedno stanowisko. Podała je w 1994 r. Barbara Gumińska w Pienińskim Parku Narodowym. Owocniki od września do listopada, w lasach liściastych i iglastych, zwłaszcza pod świerkami, bukami i dębami.
Naziemny grzyb mykoryzowy. Jest grzybem jadalnym, ale ze względu na możliwość pomylenia go z grzybami trującymi nie zaleca się jego zbierania do spożycia.